# Přemysl Krbec
Přemysl Krbec (* 28. Januar 1940 in Litovel; † 31. August 2021) war ein tschechoslowakischer Turner.

## Karriere
Přemysl Krbec gewann vier tschechoslowakische Meistertitel. 1962 gewann er bei den Weltmeisterschaften Gold im Sprung und wurde dadurch der erste tschechoslowakische Turn-Weltmeister. Im Mannschaftsmehrkampf gewann er mit der tschechoslowakischen Mannschaft zudem Bronze. Ein Jahr später krönte Krbec sich in der gleichen Disziplin zum Europameister in Belgrad. Bei den Olympischen Spielen 1964 startete Krbec an allen Einzelgeräten sowie im Einzel- und Mannschaftsmehrkampf. Sein bestes Einzelresultat konnte er mit Rang neun im Sprungwettkampf erreichen. Im Mannschaftsmehrkampf wurde er mit der Tschechoslowakei Sechster.
Nach seiner Turnkarriere gründete und leitete Krbec die Turngruppe Revmatici, welche in Musik- und Unterhaltungsprogrammen des tschechoslowakischen Fernsehens auftrat. 